# Anti-Atomkraft-Bewegung in Deutschland

Die „Lachende Sonne“ – Logo der Anti-Atomkraft-Bewegung

Die Anti-Atomkraft-Bewegung in Deutschland ist eine in den 1970er Jahren entstandene soziale Bewegung, die sich gegen die zivile Nutzung der Kernenergie wendet. Im europäischen Vergleich zeichnet sich die deutsche Anti-Atomkraft-Bewegung durch ihre Stärke und insbesondere durch ihre Kontinuität aus.

## Abgrenzung
Die Anti-Atomkraftbewegung setzt sich aus Einzelpersonen, Organisationen und Gruppen zusammen, die sich im Kontext eines größeren, netzwerkartigen Zusammenhangs aktiv gegen die zivile Nutzung der Atomkraft wenden. Typisches Ausdrucksmittel der Bewegung sind kollektive und öffentliche Protestformen. Die Ablehnung der Kernenergie bezieht sich in der Regel nicht auf eine bestimmte Anlage oder ein bestimmtes Land, sondern wendet sich prinzipiell gegen die Nutzung der Kernenergie. Da die innerstaatlichen Austauschprozesse deutlich stärker ausgeprägt sind als die zwischenstaatlichen, die organisatorische Basis der Bewegungen überwiegend national und subnational verankert ist, und die Kritik sich auf nationale Regierungen, Parlamente, Gerichte und Anlagenbetreiber fokussiert, ist es sinnvoll, von nationalen Bewegungen zu sprechen.
Die Mehrheit der Gegner der zivilen Nutzung der Kernenergie wendet sich ebenfalls gegen die militärische Nutzung (Kernwaffen). Dennoch handelt es sich um unterschiedliche Organisationskerne und um weitgehend getrennte Bewegungen. Der Widerstand gegen die militärische Nutzung der Kernenergie konzentriert sich in der Friedensbewegung, nicht in der Anti-Atomkraftbewegung.
Überschneidungen gibt es ebenfalls mit der Umweltbewegung. Alle in Deutschland bekannten und namhaften Umweltorganisationen (zum Beispiel Greenpeace, Robin Wood oder der BUND) lehnen seit ihrer Gründung die Atomkraft ausdrücklich ab.

## Geschichte
In der Nachkriegszeit litten in Deutschland viele Menschen unter Hunger und Mangel an Brennstoff. Als Anfang der 1950er Jahre der Wohlstand in der Bundesrepublik spürbar zunahm, begann eine Phase eines geradezu euphorischen Fortschritts- und Technikglaubens. Konzeptfahrzeuge von atomkraftbetriebenen Autos wurden vorgestellt.
Die Genfer Atomkonferenz (1955), das Bundesministerium für Atomfragen (ab Oktober 1955; erster Minister: Franz Josef Strauß) und die Deutsche Atomkommission (1956) brachten den politischen Durchbruch der Kernenergie in Westdeutschland. In den 1950er und 1960er Jahren kam es nur selten zu Protesten. Wenn, dann blieben diese stets im lokalen Rahmen. Meist ging es dabei um Widerstand gegen Pläne, ein Kernkraftwerk (KKW) oder eine Atommülldeponie zu errichten. Beispielsweise führte der Protest der Stadt Nürnberg dazu, dass ein geplantes KKW nicht in Bertoldsheim, sondern in Gundremmingen gebaut wurde. Ähnlich wurde der etwa im südbadischen Wyhl vorgesehene Reaktorblock verhindert, dessen Großkomponenten dann als Kernkraftwerk Philippsburg II mit großer lokaler Zustimmung verwendet wurden.
Radkau zufolge war dieser regionale Ansatz der Antiatombewegung eine deutsche Besonderheit, da regionale Erfolge in Deutschland viel leichter zu erringen gewesen seien als etwa im zentralistisch regierten Frankreich. Die Dynamik der deutschen und US-amerikanischen Umweltbewegung sei um 1970 aus dem Wechselspiel zwischen administrativen Eliten, Initiativen aus der Wissenschaft und den Medien entstanden. Sie beruhte demnach auf einer breiten Basis von sich stärkenden Bürgern, Parlamenten und Institutionen und einer für Aufsteiger verhältnismäßig offenen Elite.
Zunehmend breiter organisierte Einsprüche von Bürgern machten sich 1970 und 1971 bezüglich der geplanten KKWs in Breisach, Esenshamm, Neckarwestheim und Bonn bemerkbar. In Breisach kam es zu Kundgebungen, Protestmärschen und 65.000 Einsprüchen, was zur Verlegung des Vorhabens nach Wyhl führte, dort jedoch auf noch größeren Widerstand stieß. Wichtige Unterstützung kam von französischer Seite, wo seit 1971 gegen das Kernkraftwerk Fessenheim protestiert wurde (Baubeginn Reaktor I: 1. September 1971; Reaktor II 1-2-72). Die ungeschickte Politik der baden-württembergischen Landesregierung (1966–1978 unter Hans Filbinger; 1978–1991 unter Lothar Späth) - siehe Politik Baden-Württembergs - stärkte die Bürgerinitiativen weiter. Die größte Protestaktion war die mehrmonatige Besetzung des Wyhler Baugeländes durch ca. 28.000 Demonstranten ab Februar 1975. Sie übte eine Signalwirkung auf die gesamte Bewegung in der Bundesrepublik aus.
Die erste Ölkrise (1973/74) beschleunigte die Planung von Atomkraftwerken. Frankreich beschloss ein sehr umfangreiches Bauprogramm, das es bis etwa 1990 auch tatsächlich umsetzte (siehe Kernenergie in Frankreich).
Ab Mitte der 1970er Jahre wurde der Widerstand zunehmend vernetzt. Der Slogan der lokalen Initiativen lautete nun „Kein AKW in X und anderswo“. Einige Gruppen schlossen sich dem Bundesverband Bürgerinitiativen Umweltschutz an, andere wirkten an informellen Landes- oder Bundeskonferenzen der Atomkraftgegner mit. Das Aktivitätsspektrum wurde breiter und umfasste nun Aufklärungsveranstaltungen, Verfahrenseinsprüche, Verfassungsklagen, Protestkundgebungen und Blockadeaktionen. Die Platzbesetzung von Wyhl inspirierte ähnliche Aktionen an anderen Standorten. Zu Beginn des Anti-Atom-Widerstands waren es vor allem konservative lokale politische Gruppierungen (vorwiegend aus CDU/CSU und Freien Wählern), die den Protest organisierten. Dabei war die Sorge anfangs teilweise nicht gegen die Atomkraft gerichtet, sondern im Südbadischen gegen die künftigen Dampfschwaden der Kühltürme, deren negative Einflüsse (Verschattung, feuchteres Mikroklima und Mesoklima) auf den lokalen Weinbau man fürchtete. Die niedersächsischen Milchbauern fürchteten um ihr Image und die Verkaufspreise der Milch.
Ihnen gesellten sich später zunehmend radikale politische Gruppen aus den Städten hinzu; nach anfänglicher Zurückhaltung und Kritik an den „bürgerlichen“ Initiativen schlossen sie sich der Bewegung an. Dies führte dazu, dass sich die Gegensätze zwischen den anfangs meist friedlichen Demonstranten und den staatlichen Behörden verschärften. Überregionale Institutionen, wie etwa der Weltbund zum Schutze des Lebens, beteiligten sich an der Organisation eines breiten Widerstandes, der auch von einigen Wissenschaftlern unterstützt wurde. Prominentester Gegner der Atomenergie war der Physiker Karl Bechert (1901–1981), der dem Deutschen Bundestag von 1957 bis 1972 angehörte.
Die Gegenseite reagierte differenziert, etwa mit geringfügigen institutionellen Korrekturen und Informationskampagnen seitens Regierung und Betreibern. Auftragsstudien zur Akzeptanzproblematik wurden durchgeführt, und 1976 wurde der Bürgerdialog Kernenergie eingerichtet, um Gegner und Befürworter gleichermaßen zu Wort kommen zu lassen. Ein Teil der Gewerkschaften plädierte mit Arbeitsplatzargumenten für die Kernenergie; z. B. kamen in diesem Sinne in Dortmund im November 1977 etwa 30.000–40.000 Menschen zusammen. Im Dezember 1977 wurde bereits eine Reduzierung des Atomprogramms um 50 % für 1985 angekündigt, und mehr Gewicht auf Energiesparmaßnahmen und die Entwicklung nicht-nuklearer Energietechniken gelegt. Der Konflikt entschärfte sich jedoch nicht, auch da die Polizei etwa im Falle des Kernkraftwerk Brokdorf und der Proteste gegen den Bau des Kernkraftwerks Grohnde deutlich härter durchgriff als noch in Wyhl. In dieser Phase polarisierte sich der Konflikt so stark, dass auf der einen Seite von einem „Rückfall in die Steinzeit“ und auf der anderen von einem „totalitären Atomstaat“ gesprochen wurde. Manche Beobachter befürchteten einen „ökologischen Bürgerkrieg“.

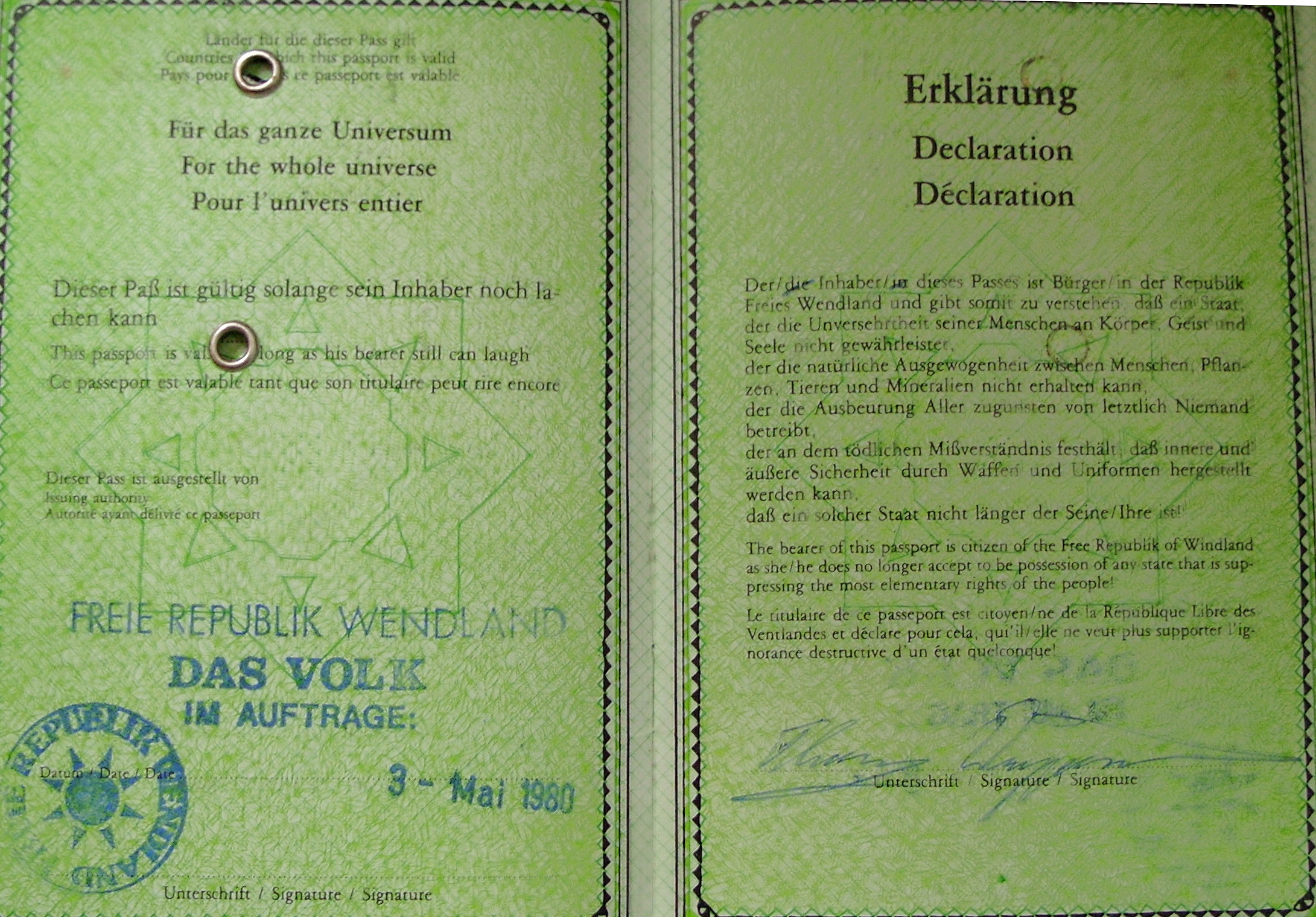
Pass der Republik Freies Wendland

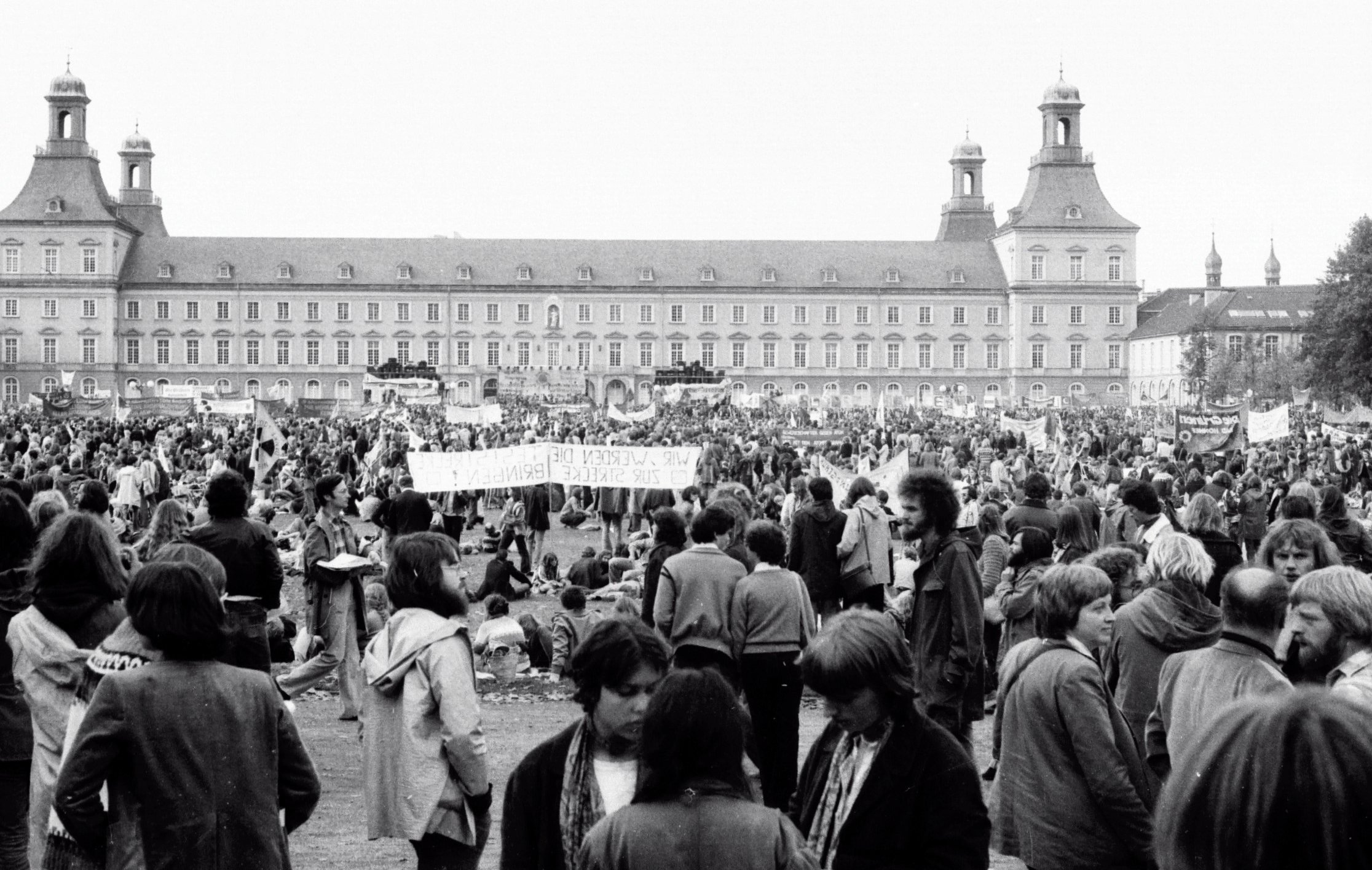
Anti-AKW-Demonstration auf dem Bonner Hofgarten am 14. Oktober 1979

In den 1970er Jahren erschienen zahlreiche Bücher, die den atomkritischen Diskurs förderten. Genannt seien Grenzen des Wachstums (1972, erstellt im Auftrag des Club of Rome), Der Atomstaat (1977, Robert Jungk (1913–1994)), Sanfte Energie (1978, Amory Lovins (* 1947)), Müssen wir umschalten? (1978, Klaus Traube), Der Atomkonflikt (1979, Hrsg. Lutz Mez) und Friedlich in die Katastrophe (1971, Holger Strohm; 1981 bei Zweitausendeins erschienen).
Als klar wurde, dass das Atomprogramm auf direktem Wege nicht zu stoppen war, wurden alternative Wege eingeschlagen. Einige Aktivisten widmeten sich der Propagierung von Energiesparmaßnahmen und erneuerbaren Energien, andere setzten auf strikt verfahrensformalen Widerstand, andere auf den Aufbau schlagkräftiger Umweltschutzorganisationen oder politischer Parteien. Innerhalb der Bevölkerung reichte die Zahl der Gegner an die der Befürworter heran. Bei SPD und FDP sprachen sich beachtliche Minderheiten gegen die Kernenergie aus.
Ab den späten 1970er Jahren rückte der Streit um die Wiederaufbereitung und Endlagerung in den Fokus, den Mittelpunkt bildete das Erkundungsbergwerk Gorleben. Dies gab auch den Anstoß zur Gründung Grüner Listen, die später zur Bildung der Partei Die Grünen führten. In die Hochphase des Streits fiel der Unfall im Kernkraftwerk Three Mile Island in den USA, was dem Anti-Atom-Protest weitere Nahrung gab. In Hannover demonstrierten im Frühjahr 1979 bei der Ankunft des Gorleben-Trecks etwa 100.000 Menschen. In diese Phase fiel auch eine der größten bundesdeutschen Demonstrationen mit rund 100.000 Teilnehmern in Bonn im Herbst 1979. In Gorleben wurde 1980 symbolisch die Republik Freies Wendland ausgerufen. Seit 1989 findet jeden Sonntag das Gorlebener Gebet statt. Nach einem vierjährigen Baustopp wurde Ende 1980 bekannt, dass der Bau des KKW Brokdorf wohl fortgesetzt werde. Dagegen demonstrierten am 28. Februar 1981 rund 100.000 Menschen (die bis dahin größte Demonstration gegen Kernkraft in der Bundesrepublik).
Im Januar 1982 demonstrierten etwa 30.000 Menschen in Wyhl.
Parallel zu den Demonstrationen gab es zahlreiche Klagen vor Verwaltungsgerichten gegen die Genehmigungsverfahren, teilweise auch in Form von Sammelklagen. In der Diskussion um den NATO-Doppelbeschluss wurde die Friedensbewegung stärker in der Öffentlichkeit wahrgenommen; deren Kundgebungen vermischten sich mit denen von Atomkraftgegnern.
Die Suche nach alternativen Endlagerstandorten führte an jeder neuen Stelle zu Proteststürmen. Gegen die Wiederaufarbeitungsanlage Wackersdorf in Bayern gab es über 880.000 Verfahrenseinsprüche. Die Nuklearkatastrophe von Tschernobyl im April 1986 revitalisierte die bundesdeutsche Anti-Atomkraftbewegung.

### Einstieg in den Ausstieg
Nach dem Wechsel zur Schwarz-Gelben Regierung im Oktober 1982 und der von Helmut Kohl verkündeten „Wende“ schien die politische Stimmung für die Kernenergie zunächst günstiger zu sein. Bald gewannen in der – nun oppositionellen – SPD die Atomkraftgegner die Oberhand. Der Einzug der Grünen in den Bundestag (5,6 % bei der Bundestagswahl am 6. März 1983) stärkte die Bewegung erheblich. Den Beginn des Ausstiegs markierten die Konsensgespräche 1992/93. In diese Phase fällt auch ein deutlicher Rückgang der Aktivitäten der Bewegung, erkennbar an nahezu ausbleibenden Demonstrationen, sinkenden Teilnehmerzahlen an den jährlichen Herbstkonferenzen und der Einstellung der Zeitschrift atom. Nur die Proteste gegen das Endlager Schacht Konrad mit 250.000 Einwendungen hoben sich heraus. In den 1990er Jahren fanden zudem zahlreiche Proteste gegen die Castor-Transporte statt. 1998 endete nach 16 Jahren die „Ära Kohl“; eine rot-grüne Koalition unter Gerhard Schröder (Kabinett Schröder I) übernahm die Regierung. Eine Vereinbarung mit der Atomwirtschaft im Jahr 2000 zum Ausstieg nahm den Auseinandersetzungen „den Wind aus den Segeln“.

### Laufzeitverlängerung
Das Nachrichtenmagazin Der Spiegel berichtete im Juli 2008 mit dem Titelthema „Atomkraft? Das unheimliche Comeback“ ausführlich über Ausbaupläne der Atomkraft in Russland, China und diversen anderen Staaten. CDU/CSU und FDP kündigten im Bundestagswahlkampf 2009 an, den Atomkonsens aufzukündigen und die Laufzeiten der Atomkraftwerke in Deutschland verlängern zu wollen. Im Oktober 2010 wurde im Bundestag eine Laufzeitverlängerung um 8 bzw. 14 Jahre beschlossen. Ein gewisses Wiedererstarken der Proteste gegen Atomkraft hielt die neue schwarz-gelbe Koalition (Kabinett Merkel I) nicht davon ab.
Neben den „klassischen“ Akteuren der Umweltbewegung nahmen auch Mitglieder von Branchenverbänden wie dem Bundesverband Erneuerbare Energie und dem Bundesverband Solarwirtschaft an den Protesten teil und warben für erneuerbare Energien. Auch beteiligten sich eher bürgerliche Protestbewegungen wie Stuttgart 21, deren Anliegen mehr direkte Demokratie bzw. Bürgerbeteiligung ist.
Nach der Laufzeitverlängerung deutscher Kernkraftwerke im Jahr 2009 wurde von einigen Organisationen und Einzelpersonen zum Schottern aufgerufen. Hierbei wurde in möglichst großen Gruppen aus Protest der Schotter an den Bahngleisen auf längerer Strecke entweder per Hand oder auf den Schienen sitzend mit den Füßen abgeräumt.

### Atomausstieg 2011
Nach dem Beginn der Nuklearkatastrophe von Fukushima (März 2011) kam es in vielen deutschen Städten zu starken Protesten gegen Atomkraft bzw. für den Atomausstieg. Die Proteste gipfelten am 26. März 2011 in bundesweiten Massendemonstrationen mit rund 250.000 Teilnehmern. Im Juni 2011 beschloss der Bundestag daraufhin den erneuten Atomausstieg mit festen Terminen (nicht wie zuvor mit Reststrommengen). Teile der Anti-Atomkraft-Bewegung drängten weiterhin auf einen schnelleren Ausstieg. Am 15. April 2023 wurden die letzten drei Atomkraftwerke in Deutschland abgeschaltet.

## Ideologie und Ziele
Die unmittelbare Zielsetzung ist die vollständige Abkehr von der zivilen Nutzung der Kernenergie. Als Argument werden in erster Linie Strahlenrisiken vorgebracht, die erstens in Verbindung mit Unfällen aufgrund technischen oder menschlichen Versagens, zweitens durch Emissionen beim Normalbetrieb, und drittens durch die Zwischen- und Endlagerung gegeben seien. Zusätzlich gehe eine Gefahr von externen Einwirkungen wie Flugzeugabstürze, Erdbeben, Kriege und Terrorismus aus. In konservativen und rechtsradikalen Kreisen wird zudem befürchtet, dass Strahlung das Erbgut und damit die Lebenskraft des Volkes schädigen könne. Einzelne christliche Gruppen sehen in der Kernenergie einen Machbarkeitswahn und eine Hybris, mit der sich der Mensch über die göttliche Schöpfung erheben wolle.
Hinzu kommen ökonomische Einwände. Die Kernenergie sei, sofern alle verdeckten Kosten (v. a. staatliche Forschungsförderung und Entsorgung) berücksichtigt werden, weitaus teurer als andere Energieträger. Zudem werde Energie durch die große Wärmefreisetzung verschwendet. Eine andere Linie der Kritik betont, dass wirtschaftliche Schäden an KKW-Standorten entstünden, beispielsweise sinke der Wert von Immobilien oder leide der Fremdenverkehr. Auch die Nichtakzeptanz von landwirtschaftlichen Produkten durch den Verbraucher und die Veränderung des Kleinklimas werden als ökonomische Argumente verwendet.
Das ideologische Profil der Bewegung ist in der überwiegenden Mehrheit links, wenngleich gerade im ländlichen Raum auch konservative Kreise am aktiven Widerstand beteiligt waren und sind. Auch rechtsradikale Gruppen lehnen die Kernenergie ab, wurden jedoch von der Bewegung auf Abstand gehalten. Der Vorrang von Profitstreben vor gemeinwohlorientierten Gesichtspunkten (einschließlich Sicherheit) ist ein Vorwurf der Bewegung an die Energiewirtschaft. Zudem werden Verflechtungen zwischen wirtschaftlichen und staatlichen Interessen angenommen, eine in vielen Ländern fehlende Trennung zwischen ziviler und militärischer Nutzung der Kernenergie, sowie mangelnde Transparenz, parlamentarische Kontrolle und bürgerliche Mitbestimmung. Kritik an Tendenzen der Abschirmung und Überwachung, die mit dem Begriff „Atomstaat“ bezeichnet werden, ähneln bereits vorher vorhandener und auch im Ausland vorgebrachter Kritik am militärisch-industriellen Komplex.
Seitens der Anti-Atomkraftbewegung wurden zahlreiche Aufklärungsschriften, Broschüren und Handbücher publiziert. Argumente der Industrie wurden bisweilen methodisch aufgelistet und entsprechenden Gegenargumenten gegenübergestellt. Für die Bewegung war es auch wichtig, sich auf renommierte Wissenschaftler berufen zu können.

## Organisationen und Netzwerke
Charakteristisch für die Bewegung ist eine ausgeprägte Netzwerkstruktur. Nach der Frühphase verbanden sich viele lokale Initiativen; eine zentrale Rolle spielte dabei der Bundesverband Bürgerinitiativen Umweltschutz (BBU). Einige Gruppen lehnten eine formale Organisationsstruktur ab und propagierten stattdessen eine Form der Graswurzelbewegung. Anderen, wie kommunistisch orientierten aber auch ideologisch weniger festgelegten Gruppen, war der BBU zu wenig kämpferisch. Zum wichtigsten Koordinationsorgan wurde in den 1970er Jahren die Bundeskonferenz. Sie war ein meist zweitägiges Treffen ohne formalisierte Struktur von Delegierten. Hier wurden Erfahrungen ausgetauscht, Demonstrationen geplant, Strategien diskutiert, aber auch ideologische Auseinandersetzungen geführt, zumal auch linksradikale Wortführer das Forum zu nutzen versuchten. Insbesondere nachdem sich hinsichtlich des Ausbaus der Kernenergie ein Moratorium ergab, verlor die Konferenz an Bedeutung. Später rückte die sogenannte Atommüllkonferenz in den Vordergrund, erreichte aber aufgrund ihrer thematischen Beschränkung nie die Ausstrahlung der Bundeskonferenz.
Bis heute ist die Bürgerinitiative Umweltschutz Lüchow-Dannenberg von großer Bedeutung. Gründe waren die strategische Bedeutung der Entsorgungsfrage, die eigene Stärke, und drittens das Netzwerk von mehr als hundert Unterstützergruppen. In diesem Zusammenhang ist insbesondere das Netzwerk X-tausendmal quer zu nennen, das die Castor-Transporte zum Aktionsschwerpunkt hat.
Wichtige Netzwerkknoten bildeten Zeitschriften (atomexpress, atommüllzeitung, Atom, Gorleben Aktuell, Radi Aktiv, anti atom aktuell), alternative und bunte Listen sowie die Bundespartei Die Grünen, und schließlich kleinere Gruppen und Institute von atomkritischen Wissenschaftlern (in der Frühphase z. B. das Freiburger Öko-Institut). Umweltverbände engagierten sich zunächst nicht, schwenkten aber später auf eine entschieden atomkritische Linie ein (wenngleich sie gewalttätige Proteste kategorisch ablehnten). Hier sind insbesondere der BUND, Greenpeace und Robin Wood zu nennen. Ab Mitte der 1970er Jahre verstand sich die deutsche Bewegung als Teil einer internationalen, jedoch spielten transnationale Beziehungen eine unwesentliche Rolle. Kontakte bestanden mit Gruppen in Frankreich, den Niederlanden, Österreich und der Schweiz. DDR-Gruppen hatten aufgrund der staatlichen Repression nur sporadisch Kontakt. In den neuen Bundesländern ist seit der Wiedervereinigung auch kein nennenswerter Widerstand gegen die Kernenergie zu verzeichnen.
Durch die Katastrophe von Tschernobyl erfuhr die deutsche Bewegung im europäischen Vergleich eine außergewöhnlich starke Reaktivierung. Spontan gründeten sich Gruppen, denen sich insbesondere Eltern, besorgt um die Gesundheit ihrer Kinder, anschlossen. Diese Gruppen beschränkten sich jedoch eher auf praktische Schutzmaßnahmen als mit Strategien des Widerstands gegen Atomenergie. Die lebenspraktischen Herausforderungen des Reaktorunfalls von Tschernobyl verlangten vor allem eine Neubewertung des Themas Gesunde Ernährung (Vermeidung von Frischware, Frischmilch), Sauberkeit der Wohnung (Beseitigung radioaktiven Staubs), Auswahl der Spielplätze (radioaktiv verseuchter Sand). Diese Herausforderungen betrafen hauptsächlich Mütter und führten zur Gründung von Initiativen gegen die Atomkraft. Ein Beispiel hierfür ist der Verein „Mütter gegen Atomkraft“. Der damals in München gegründete Verein ist bis heute aktiv. Er gestaltet öffentlichkeitswirksame Aktionen und Informationsveranstaltungen gegen die Nutzung der Kernenergie. Die von den Medien hervorgehobene Becquerel-Bewegung hinterließ kaum Spuren im sich ohnehin ausdünnenden Netzwerk.
Ab 2009 traten mit Campact und .ausgestrahlt moderne Aktions-Netzwerke auf.

## Strategien

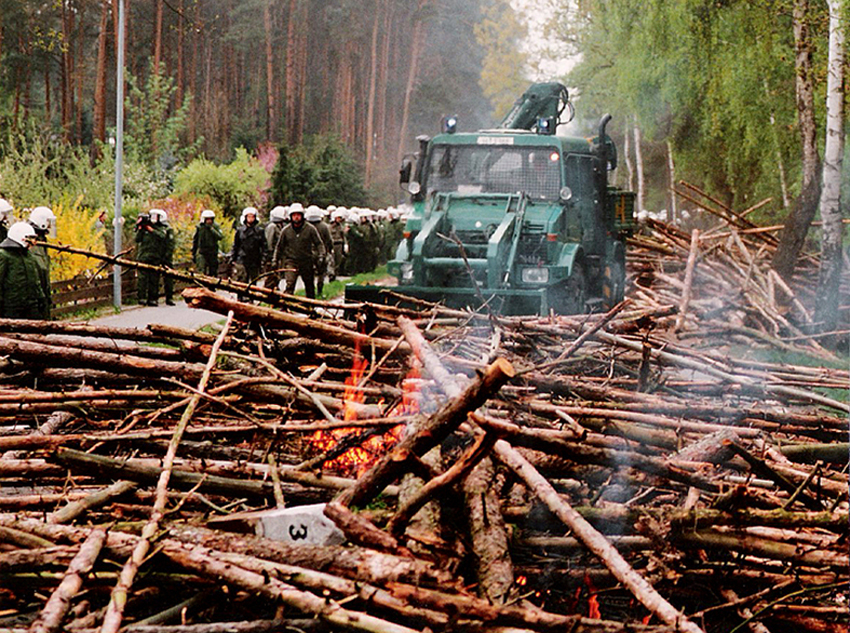
Blockade in Gorleben 1996

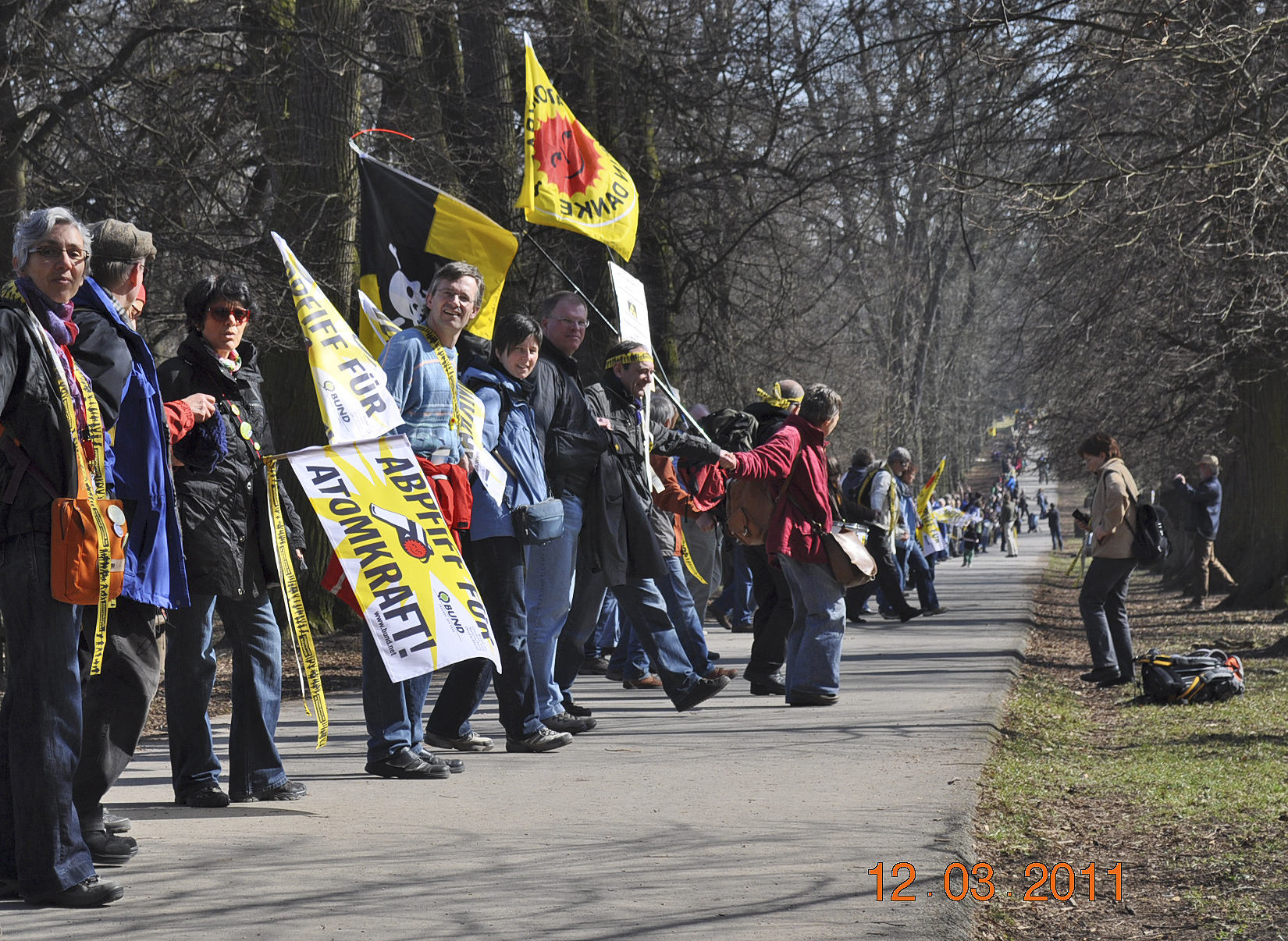
Menschenkette gegen Atomkraft am 12. März 2011 zwischen Stuttgart und AKW Neckarwestheim

In ihren Anfängen sah sich die Bewegung zunächst in einer Außenseiterposition gegenüber der „Atomgemeinde“, die aus Industrieunternehmen, Staatsorganen sowie Technikern und Wissenschaftlern bestand. Die Mehrheit der Bevölkerung war indifferent oder hatte eine positive Haltung. Daher war kein Konfliktpotenzial dargestellt. Dies änderte sich, als kritische populärwissenschaftliche Publikationen über Grenzen des Wachstums, Umweltprobleme und Gesundheitsgefährdungen durch Niedrigstrahlungen erschienen. Das Herunterspielen von Problemen in der Anfangsphase durch Wirtschaft und Staat stimulierte den Wissensdurst der Zweifler und Kritiker, die teilweise sogar als „Gegenexperten“ empfunden wurden. Damit ging man von verbalen zu handfesten politischen Aktionen über. Charakteristisch war die Besetzung des Baugeländes bei Wyhl und die nachahmende Aktion in Gorleben. Vor allem aber ereigneten sich Demonstrationen nahe vorhandenen oder geplanten Anlagen. Bei Großdemonstrationen kam es teilweise auch zu Ausschreitungen und Prügeleien mit Polizeikräften. Hinzu kamen Anschläge von Gruppen aus dem linksradikalen Spektrum auf Kernenergie-Unternehmen, Anlagen der Bahn und insbesondere Stromleitungen. In den 1980er Jahren häuften sich diese Aktionen so stark, dass einzelne Medien von der Berichterstattung Abstand nahmen, um Nachahmungen zu verhindern. Sachzerstörungen und gewalttätige Konfrontationen führten aber auch zu Debatten innerhalb der Bewegung. In einigen Fällen stellten sich gewaltfrei Gruppen zwischen Militante und Polizei. Mitte der 1990er Jahre erreichte der Anteil von konfrontativen und gewalttätigen Auseinandersetzungen seinen Höhepunkt.
Anfang der 1980er Jahre verlor das Mittel der Großdemonstration jedoch zugunsten alternativer Strategien an relativer Bedeutung; lediglich im Rahmen der Atommülltransporte nach Gorleben kam es regelmäßig zu Großdemonstrationen. Im Zuge der vom Bundestag beschlossenen Laufzeitverlängerung für die deutschen Atomkraftwerke und insbesondere nach der Reaktorkatastrophe von Fukushima gewann diese Protestform jedoch wieder an Wichtigkeit.
Zunehmend wurden alternative Energieformen und Konsumverzicht propagiert und parlamentarische Wege eingeschlagen. Das Mittel des juristischen Einspruchs hat seit Anbeginn der Bewegung eine große Bedeutung.
Mit dem Einzug der Grünen Partei in die westdeutschen Parlamente ab 1980 wurde die zuvor vor allem außerparlamentarisch geäußerte Forderung nach Mitbestimmung bei Zukunftsentscheidungen zu einer politischen Strategie. Gleichzeitig führte ein Generationswechsel dazu, dass Atomkraftgegner zunehmend in einflussreiche Positionen in Medien, Politik und Wissenschaft aufstiegen. Dadurch gewannen sie entscheidenden Einfluss auf die öffentliche Debatte über die Risiken der Kernenergie – eine Diskussion, welche die deutsche Haltung zur Atomkraft prägte und sich von der in anderen Ländern unterscheidet. Ein zentrales Element dieser Strategie war der Widerstand gegen den geplanten Endlagerstandort Gorleben. Kritiker argumentierten, dass Gorleben ungeeignet sei, unter Ausschluss der betroffenen Bevölkerung durchgesetzt wurde und aus politischen statt wissenschaftlichen Gründen ausgewählt worden sei. Diese Argumentation diente der Anti-Atom-Bewegung als politisches Instrument, auch während grüner Regierungsbeteiligungen auf Landes- und Bundesebene: Durch die Verhinderung eines als unsicher empfundenen Endlagers hoffte man, die Betriebsgenehmigungen der Kernkraftwerke infrage zu stellen, da ohne eine funktionierende Entsorgung ein Weiterbetrieb problematisch erschien. Im Laufe der Zeit entwickelte sich die einstige Protestkultur zur gesellschaftlichen Norm und wurde Teil des politisch-intellektuellen Establishments. Die Kritik an der Kernenergie prägte die politische Agenda und führte schließlich zu weitreichenden energiepolitischen Entscheidungen wie dem Atomausstieg.

## Wirkungen
Die Bewegung war die ausschlaggebende Kraft, um die Atomprogramme der 1970er Jahre stark zu reduzieren und auf dem Niveau der frühen 1980er Jahre einzufrieren. An einigen Stellen wurde der Bau (Wyhl) oder die Inbetriebnahme (Kernkraftwerk Kalkar) von milliardenschweren Anlagen verhindert. Das Kernkraftwerk Hamm wurde aufgrund gerichtlicher Interventionen vom Netz genommen, während andere Reaktoren im Betrieb blieben. Die gesamte Reaktorserie basierte mit einer Ausnahme auf Bestellungen aus dem Jahr 1975. Bis heute wurden nur noch drei zusätzliche KKW gebaut und fast ein Dutzend Projekte storniert, was vielleicht als der zentrale Indikator der Wirkung der Bewegung angesehen werden kann. Laut Joachim Radkau schaffte es die Bewegung, eine Wende in der Atom- und teilweise auch übrigen Energiepolitik herbeizuführen. Darüber hinaus habe die Bewegung die Widerstandskultur geprägt und sei aufgrund ihrer Beharrlichkeit für den „größten und gedankenreichsten öffentlichen Diskurs der Bundesrepublik“ verantwortlich.

## Denkmäler

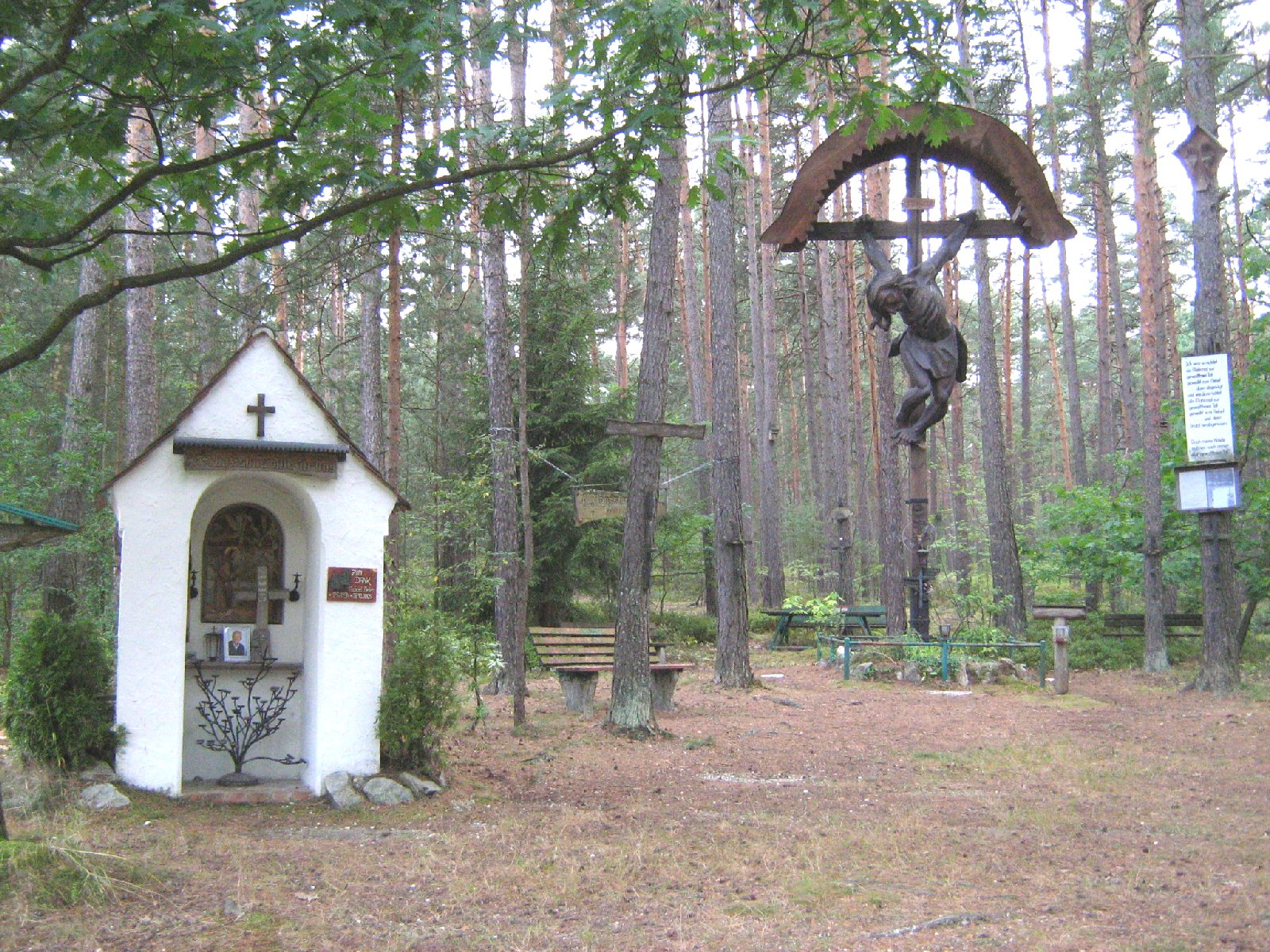
Franziskus-Marterl

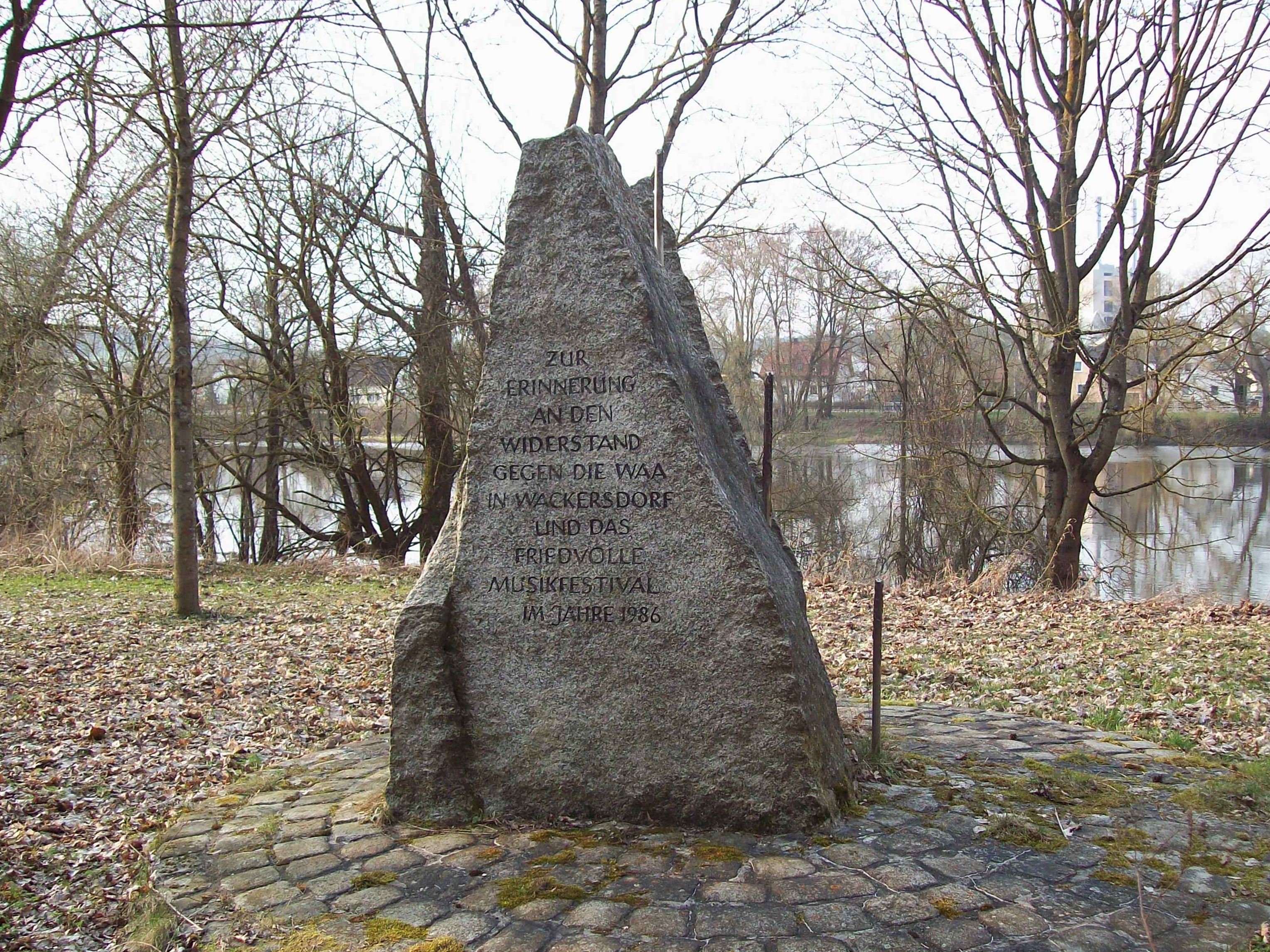
Anti-WAAhnsinns-Festival-Gedenkstein

Viele Akteure der Anti-Atomkraftbewegung wussten, dass "Geschichtsbilder nachträglich gemacht werden" und wählten bewusst diesen "performativen Akt des Protests".
- Franziskus-Marterl: Erinnerung an den Widerstand gegen die Wiederaufarbeitungsanlage Wackersdorf in Bayern
- Anti-WAAhnsinns-Festival-Gedenkstein in Burglengenfeld in Bayern (1986)

## Symbole und Slogans
Das Symbol der Anti-Atomkraft-Bewegung ist eine rote „Lachende Sonne“ auf gelbem Grund mit umlaufendem Slogan „Atomkraft? Nein danke“ in der jeweiligen Landessprache. Dieses Symbol hat seine Wurzeln in der dänischen Anti-Atomkraft-Bewegung der 1970er Jahre und hat sich weltweit durchgesetzt.
Als typisches Lied der deutschen Anti-Atom-Bewegung gilt der Kanon: „Wehrt euch / Leistet Widerstand / Gegen das Atomkraftwerk im Land / Schließt euch fest zusammen / Schließt euch fest zusammen“, der nach der Melodie von Hejo, spann den Wagen an gesungen wird und auch die österreichische Bewegung erreichte. Das Lied wurde von Stuttgart 21-Gegnern umgedichtet und gesungen.
Das Symbol des Widerstands gegen Castor-Transporte ist ein (meist gelbes) X. Dieses Symbol ist jünger. Es hat seinen Ursprung in der deutschen Anti-Atomkraft-Bewegung.
Das Wappen der Republik Freies Wendland, einem Hüttendorf (1980) in der Nähe von Gorleben, zeigte eine achtstrahlige orange Sonne auf dunkelgrünem Grund.

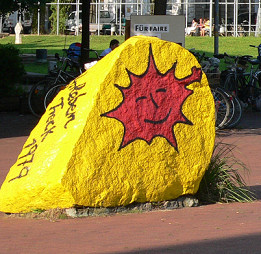
Gedenkstein in Hannover, aufgestellt beim Gorleben-Treck 1979
Plakat gegen Castortransporte 2004
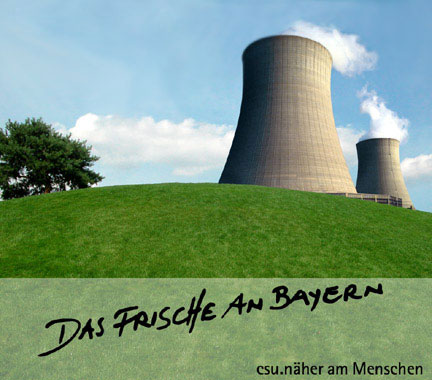
Plakat: Das Frische an Bayern
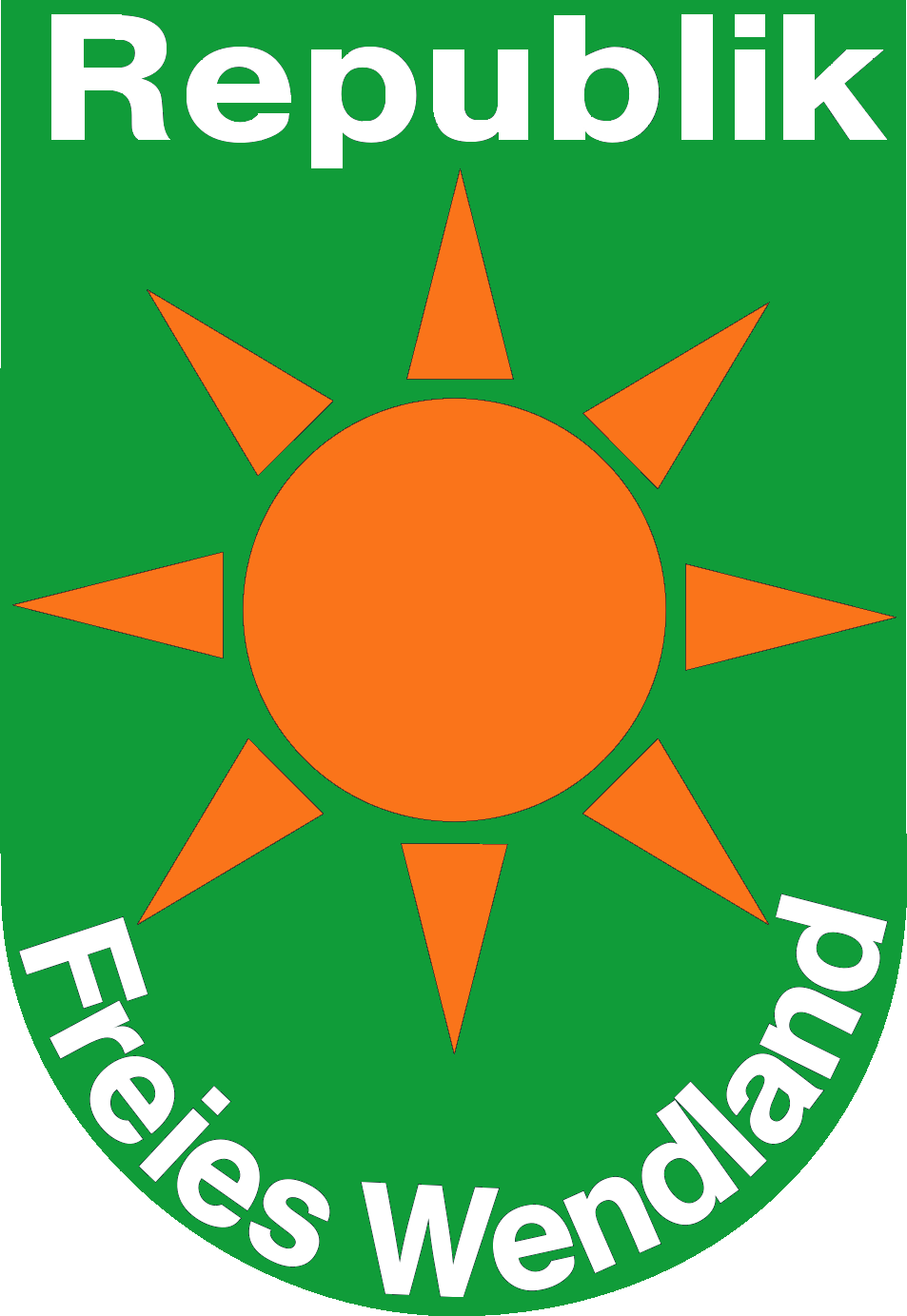
Republik Freies Wendland

## Bekannte Atomkraftgegner

### Personen
- Hans-Josef Fell (* 1952), Grünen-Politiker, erhielt 2001 den Nuclear-Free Future Award u. a. für seinen Einsatz für erneuerbare Energien
- Marianne Fritzen (1924–2016), Mitbegründerin und langjährige Vorsitzende der Bürgerinitiative Umweltschutz Lüchow-Dannenberg, hat den Petra-Kelly-Preis 2010 der Heinrich-Böll-Stiftung erhalten.
- Gina Gillig (1954–2013), Mitgründerin der Initiative Mütter gegen Atomkraft[27][28]
- Hartmut Gründler (1930–1977) erzwang 1975 in Wyhl durch einen seiner Hungerstreiks den Bürgerdialog Kernenergie, nutzte eine besondere Technik vernetzter Kommunikation und starb 1977 durch Selbstverbrennung aus Protest gegen die „unredliche“ Atomenergiepolitik der Regierung Schmidt/Genscher.
- Robert Jungk (1913–1994), Autor und Träger des Right Livelihood Award, prägte den Begriff Atomstaat.
- Traute Kirsch (1930–2005): Als ihr wohl größter Erfolg gilt die Stilllegung des Reaktors in Würgassen, für welche sie sich im Kontext der örtlichen Initiative UNRAST jahrelang engagiert hat.[29]
- Cécile Lecomte (* 1981) eine in Deutschland lebende Umweltaktivistin, wird wegen ihrer Kletteraktionen auch Eichhörnchen genannt.
- Wolf Maahn (* 1955), Musiker, hat zusammen mit anderen Künstlern mit dem von vielen Radiosendern boykottierten Lied Tschernobyl (Das letzte Signal) Stellung gegen Atomkraft bezogen.
- Josef Maas (1931–2008) führte den Widerstand gegen den Schnellen Brüter in Kalkar an. Bekannt als „Bauer Maas“, wurde er Ende der 1970er Jahre zu einer Symbolfigur der jungen ökologischen Bewegung in Deutschland.
- Walter Mossmann (1941–2015) war als Liedermacher ab 1974 in der Bewegung gegen das geplante Atomkraftwerk in Wyhl aktiv und wurde mit seinen teilweise populären Liedern („Die andre Wacht am Rhein“) zu einem wichtigen Multiplikator.
- Walther Soyka (1926–2006) gilt als Vater der Volksabstimmung gegen das geplante österreichische Kernkraftwerk Zwentendorf. Ab 1972 Lehrbeauftragter an der Universität Bremen, führte er rund dreitausend Prozesse (Sammelklagen) gegen die bundesdeutsche Atomindustrie und erreichte Bauverzögerungen, Bauverhinderungen und finanzielle Schaden für die Atomlobby in Milliardenhöhe.
- Jochen Stay (1965–2022) war Sprecher der Anti-Atom-Initiative .ausgestrahlt, davor war er in führender Rolle bei X-tausendmal quer und anderen Anti-Atom-Initiativen.
- Holger Strohm (* 1942) hat als Sachverständiger vor dem Innenausschuss des Deutschen Bundestages über Reaktorökonomie und organisatorische Sicherheit ausgesagt und Gutachtertätigkeiten für UNO-Gremien und das Energieministerium der Vereinigten Staaten durchgeführt. Preisträger der Internationalen Umweltschutzmedaille, Träger des Bundesverdienstkreuzes und Herausgeber und Autor von über zwei Dutzend Umweltschutzbüchern.
- Klaus Traube (1928–2016) war Atomkraftmanager und wurde später Gegner der zivilen Atomenergienutzung. Siehe auch: Lauschaffäre Traube
- Thomas Wüppesahl (* 1955), Bundestagsabgeordneter und Mitbegründer der Anti-Atomkraft-Bewegung in Geesthacht-Krümmel.

### Organisationen
Da die Anti-Atomkraft-Bewegung in erster Linie aus einer Vielzahl kleinerer Organisationen besteht, ist die folgende Übersicht unvollständig und benennt nur einige der bekannten Nichtregierungsorganisationen.
- Atomausstieg selber machen, gegründet 2006, eine Kampagne von Umwelt- und Verbraucherorganisationen für einen schnellen Atomausstieg durch mehr privaten Ökostrombezug
- Die Organisation .ausgestrahlt startete im Herbst 2008, um unorganisierten Atomkraftgegnern eine Plattform zu schaffen und örtliche Gruppen zu vernetzen. Mit einem gedruckten Rundbrief und als Mitveranstalter der bundesweiten Demonstration am 5. September 2009 erlangte sie große Bekanntheit.
- Der BBU (Bundesverband Bürgerinitiativen Umweltschutz e. V.) umfasste Mitte der 1970er Jahre, nach dem gewaltlosen Kampf gegen das AKW Wyhl, bis zu 600 westdeutsche Bürgerinitiativen (einschließlich der Badisch-Elsässischen), von denen ein Großteil sich vorrangig im Kampf gegen die Nutzung der Atomenergie engagierte.
- Der BUND, gegründet 1975, schloss sich der Aktion Atomausstieg selber machen an und tritt inzwischen ebenfalls mit Anti-Atom-Aktivitäten hervor.
- Die Bürgerinitiative Umweltschutz Lüchow-Dannenberg, gegründet 1972, ist eine der Konstanten im Widerstand gegen Atomenergie. Obwohl sie nicht bundesweit organisiert ist, wurde sie durch die Aktionen um das geplante Endlager Gorleben bundesweit bekannt.
- Der Weltbund zum Schutz des Lebens sammelte seit seiner Gründung die fachlichen Einwände, um diese im Rahmen von Genehmigungsverfahren bereits Anfang der 1970er Jahre vorzutragen.[30] Er nahm an der Diskussion beim damaligen Bundesforschungsministeriums zum Atomprogramm teil[31] und rief 1973 zum Widerstand gegen das Kernkraftwerk Grohnde auf.[32]
- Greenpeace weitete seine Aktionen gegen Atomtests auch gegen die Nutzung Atomenergie aus, so unter anderem durch Blockaden von Transportstrecken für CASTOR-Behälter sowie Demonstrationen an Kernkraftwerken.
- IPPNW; Internationale Ärzte für die Verhütung des Atomkrieges, Ärzte in sozialer Verantwortung, haben 1985 für ihr Engagement den Friedensnobelpreis erhalten.
- Der NABU als größter deutscher Natur- und Umweltschutzverband sowie seine Jugendorganisation NAJU setzen sich seit etwa 1990 vor allem politisch für ein Ende der Atomkraft ein.
- Die NaturFreunde Deutschlands engagieren sich seit den 1950er Jahren gegen die Nutzung der Atomenergie. Erst gegen die militärische Verwendung und als die ersten Bürgerproteste gegen die zivile Nutzung stattfanden waren die NaturFreunde direkt involviert. Bei nahezu jedem Anti-Atom-Protest in Deutschland waren NaturFreunde entweder als Individuen oder im Namen der Organisation involviert. Sie sind zudem Anmelder vieler Demonstrationen gewesen.[33]
- Robin Wood: Der Widerstand gegen Atomkraft ist Teil des Themenblocks „Energie“, der wiederum einen der Themenschwerpunkte von Robin Wood darstellt. Aktionsschwerpunkte von Robin Wood sind hierbei Blockadeaktionen, beispielsweise mittels Anketten oder Abseilen. So haben sich z. B. 2003 vier Aktivisten von Robin Wood nahe Süschendorf an der Bahnstrecke Lüneburg – Dannenberg ins Gleisbett betoniert; der Atommüll-Transportzug nach Gorleben wurde dadurch für 17 Stunden aufgehalten.
- X-tausendmal quer ist maßgeblich an den Protesten gegen die Castortransporte nach Gorleben beteiligt.
- Mütter gegen Atomkraft wurde im Zusammenhang mit der Tschernobyl-Katastrophe gegründet.[18]
- Franz Moll-Stiftung für die kommenden Generationen hat sich zum Ziel gesetzt, das Ende des Atomzeitalters herbeizuführen. Verleiht den Nuclear-Free Future Award – laut taz „der wichtigste Anti-Atompreis der Welt“.
- Die Bäuerliche Notgemeinschaft Lüchow-Dannenberg, ein loser Zusammenschluss von Landwirten aus der Region Lüchow-Dannenberg, beteiligt sich nicht nur mit ihren Treckern an Demonstrationen, sondern setzt diese auch gezielt zu Blockaden während der Castor-Transporte ein.
- Teilweise bestehen personelle und inhaltliche Überschneidungen mit der Autonomen Szene.